# ليليان فريدمان أستور
ليليان فريدمان أستور (بالإنجليزية: Lillian Friedman Astor)‏ هي رسامة رسوم متحركة أمريكية، ولدت في 12 أبريل 1912 في نيويورك في الولايات المتحدة، وتوفيت في 9 يوليو 1989.

## وصلات خارجية
- ليليان فريدمان أستور على موقع IMDb (الإنجليزية)
- ليليان فريدمان أستور على موقع قاعدة بيانات الفيلم (الإنجليزية)